# Eupithecia deldaria
Eupithecia deldaria är en fjärilsart som beskrevs av W. Warren 1906. Eupithecia deldaria ingår i släktet Eupithecia och familjen mätare. Inga underarter finns listade i Catalogue of Life.